# Peligro en las profundidades
Peligro en las profundidades (título original: Deep Core) es una película de catástrofes de 2000 dirigida por Rodney McDonald y protagonizada Craig Sheffer, Terry Farrell y Bruce McGill.

## Argumento
El futuro de la Tierra está en grave peligro tras producirse una extraña reacción en su estructura interna, causando una gran ruptura. La causa de tal accidente es una reserva de petróleo que se encuentra a más de cien millas debajo de la corteza terrestre. Un grupo de científicos, encabezados por Brian Goodman, serán los encargados de ponerle remedio y salvar la Tierra.

## Reparto
| Actor            | Personaje          |
| ---------------- | ------------------ |
| Craig Sheffer    | Brian Goodman      |
| Terry Farrell    | Allison Saunders   |
| Bruce McGill     | Sam Dalton         |
| Harry Van Gorkum | Alan Morrisey      |
| Wil Wheaton      | Rodney Bedecker    |
| James Russo      | Darryl Simmons     |
| Ron Yuan         | Chin Li            |
| James Lew        | Lou Chang          |
| Kenneth Choi     | Wayne Lung         |
| Dean Cameron     | Jefe de ingeniería |

## Recepción
La crítica no acogió demasiado bien la película. Incluso ha tenido el dudoso honor de estar en su lista de las 100 peores películas de la historia.
En el presente la obra cinematográfica ha sido valorada en portales cinematográficos. En IMDb, con aproximadamente 1300 votos registrados por parte de los usuarios, la película obtiene una media ponderada de 3,1 sobre 10. En cuanto a Rotten Tomatoes, los más de 500 votos registrados en el portal dieron a este filme una valoración media de 1,7 de 5. También cabe destacar, que en el periódico La Vanguardia los usuarios que dieron su opinión allí le dieron a la película una aprobación del 38%.